# Lega della gioventù comunista rivoluzionaria (bolscevica)
La Lega della Gioventù Comunista Rivoluzionaria (bolscevica) (in russo Революционный коммунистический союз молодёжи (большевиков)?, Revoljucionnyj kommunističeskij sojuz molodëži (bol'ševikov)) è l'organizzazione giovanile del Partito Comunista Operaio Russo del Partito Comunista dell'Unione Sovietica, fondata nel 1996. Nata come scissione dell'ala sinistra dell'Unione della Gioventù Comunista Russa, diviene contestualmente l'organizzazione giovanile del PCOR.
È membro della Federazione Mondiale della Gioventù Democratica e partecipa all'Incontro delle Organizzazioni Giovanili Comuniste Europee.